# Autostrada A0 (România)
Autostrada A0 este o autostradă din România aflată în construcție, planificată ca centură a Bucureștiului, capitala României. Va avea o lungime totală de 100 km și se va conecta cu autostrăzile deja existente: A1, A2 și A3.
La sfârșitul lui 2023, s-au deschis primele două tronsoane, fiecare de câte 10 km, care leagă A3 de DN1 în nord și, respectiv, DN5 de DN6 în sud. În 2025, semiinelul sudic a fost deschis în întregime.

## Pregătirea proiectului
Studiul de fezabilitate a fost efectuat de IPTANA. Viziunea MasterPlanului General de Transport aprobat în 2014 vedea Bucureștiul ca un simplu punct și deci nu s-a cerut finanțare europeană pentru execuția autostrăzii. În timpul guvernării Cioloș, în 2016, însă, s-au efectuat studii de trafic și s-au transmis Uniunii Europene, care a constatat că sunt necesare atât lărgirea DNCB, cât și construcția autostrăzii A0, și că ambele sunt eligibile pentru finanțare europeană.
Semiinelul sudic a căpătat prioritate, deoarece porțiunea de DNCB din nord era în bună parte lărgită la 2 benzi pe sens, un ultim segment fiind în curs de contractare a lucrărilor de lărgire.
Semiinelul nordic era însă întârziat în 2019 și de faptul că nu primise încă acord de mediu, deoarece o parte din el trecea prin aria protejată Lacul și Pădurea Cernica pe raza orașului Pantelimon, iar porțiunea cu probleme aștepta revizuirea acestora. După revizuirea acordului de mediu, licitația a fost lansată în martie 2020. În cele din urmă, după o serie de studii ale faunei pe durata câte unui an, acordul de mediu a permis lucrul în albia Lacului Cernica în perioada noiembrie–martie a anului. În noiembrie 2024, a fost atacat și acel sector.

## Contractarea lucrărilor
| Tronson                          | Lungime   | Antreprenor       | Fază     | Statut    |
| -------------------------------- | --------- | ----------------- | -------- | --------- |
| Sud Lot 1 Manolache–Jilava       | 16,93 km  | Alsim Alarko      | Execuție | finalizat |
| Sud, Lot 2 Jilava–Bragadiru      | 16,3 km   | Alsim Alarko      | Execuție | finalizat |
| Sud, Lot 3 Bragadiru–Bâcu        | 17,965 km | Aktor             | Execuție | finalizat |
| Nord, Lot 1 Bâcu–Corbeanca       | 17,5 km   | Pizzarotti-Retter | Execuție | în lucru  |
| Nord, Lot 2 Corbeanca–Afumați    | 19 km     | UMB Spedition     | Execuție | finalizat |
| Nord, Lot 3 Afumați–Pantelimon   | 8,5 km    | CCECC⁠(d)          | Execuție | în lucru  |
| Nord, Lot 4 Pantelimon–Manolache | 4,47 km   | UMB Spedition     | Execuție | în lucru  |

Licitația pentru semiinelul sudic a fost lansată în 2017. În urma licitației, în mai 2018 au fost declarați câștigători companiile Alsim Alarko⁠(d) (Turcia) pe loturile 1 și 2 (de la intersecția cu autostrada A2 de la Manolache până la Bragadiru) și asocierea UMB Spedition-Tehnostrade-Artera Proiect pentru lotul 3 (de la Bragadiru la intersecția cu autostrada A1 de la Ciorogârla. Contestațiile au făcut însă ca oferta UMB Spedition să fie considerată neconformă, deoarece depășea valoarea estimată, și câștigătoare să fie declarată firma grecească Aktor. Alsim Alarko a rămas câștigătoare pe loturile 1 și 2, contestația pe lotul 1 fiind respinsă.
După finalizarea contestațiilor, contractul de execuție pentru lotul 2, Jilava–Bragadiru, a fost semnat cu Alsim Alarko la 9 martie 2019, iar cel pentru lotul 3, Bragadiru–Ciorogârla, a fost semnat cu Aktor la 14 aprilie 2019.
Pe lotul 2 A0 Nord, UMB a intrat în șantier începând cu luna noiembrie 2021 și a efectuat lucrari de decopertare și pregatire în așteptarea autorizației de construire care a fost emisa abia în iulie 2022. Chiar și așa, până la sfârșitul lui 2022 UMB a reușit să ajungă la stadiul așternerii primului strat de asfalt pe unele porțiuni ale acestui lot, și un an mai târziu lotul era recepționat și deschis circulației pe porțiunea între DN1 și A3.
Lotul 3 A0 Nord a fost atribuit, după o serie de contestații, firmei China Civil Engineering Construction Corporation⁠(d) spre sfârșitul lui 2022.